# Algorytm z nawrotami
Algorytm z nawrotami (ang. backtracking) – ogólny algorytm wyszukiwania wszystkich (lub kilku) rozwiązań niektórych problemów obliczeniowych, który stopniowo generuje kandydatów na rozwiązanie, jednak gdy stwierdzi, że znaleziony kandydat c nie może być poprawnym rozwiązaniem, nawraca (ang. backtracks) do punktu, gdzie może podjąć inną decyzję związaną z jego budową.